# Norr, Växjö

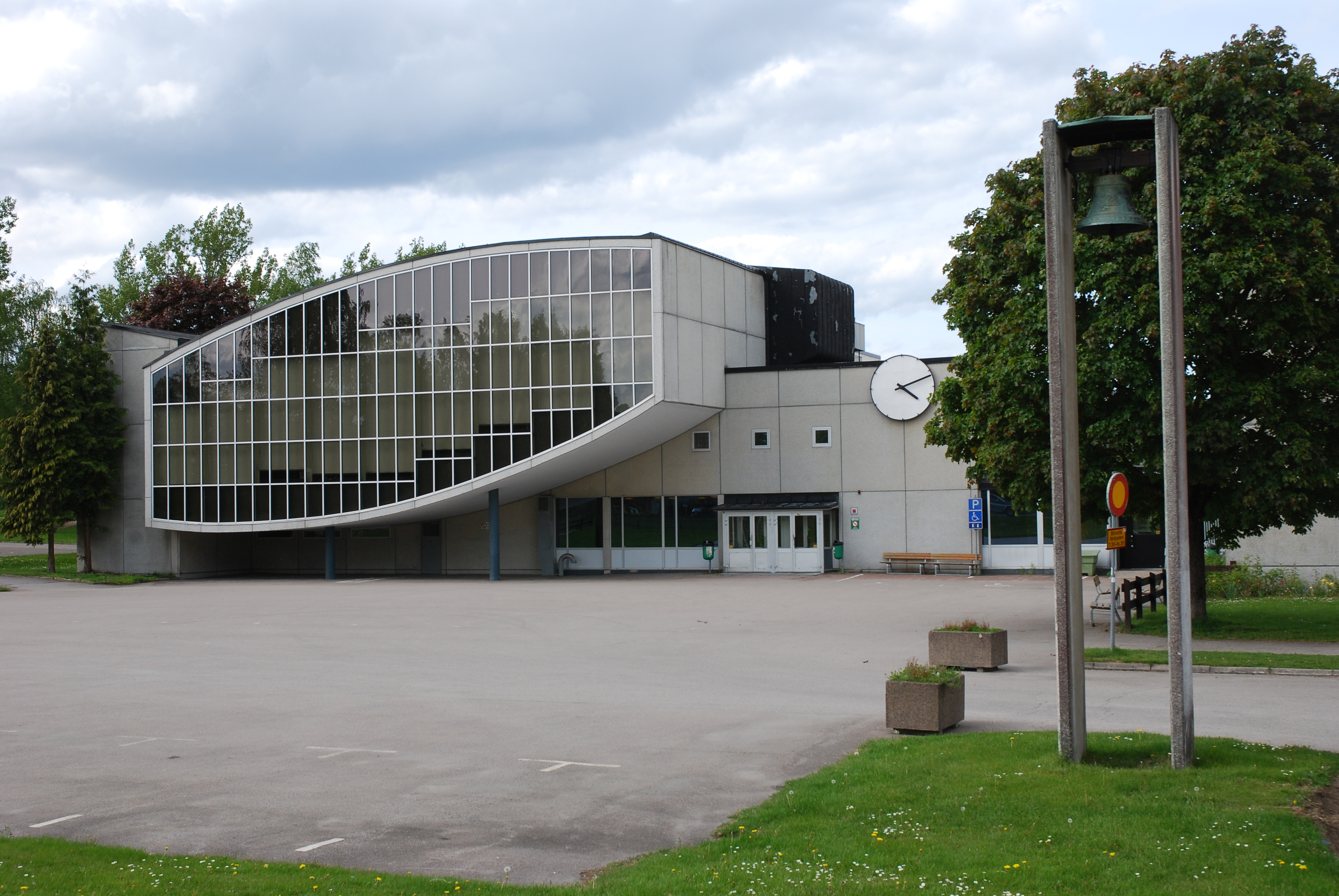
Katedralskolan på Norr i Växjö.

Norr är en stadsdel i Växjö. Stadsdelen avgränsas av Fagrabäcksvägen i söder, Linnégatan / Sandsbrovägen i väster och Österleden i öster.
Norr bebyggdes från början med arbetarbostäder, men blev under 90-talet upprustat och är nu ett modernt och populärt ställe att bo på.  Det finns en blandning av bostadsrätter, villor och kommunala hyresrätter.
Navet på Norr i Växjö är Kristinatorget. De yngre barnen går i Lillestadskolan, högstadieskolan heter Fagrabäck och tar elever från norr och närliggande landsbygd. Även Teknikum som är en av Växjös största gymnasieskolor ligger på Norr, strax söder om Kristinatorget. Även gymnasieskolan Katedralskolan ligger i området.